# Jenna McMahon
Pour les articles homonymes, voir MacMahon.
Mary Virginia Skinner, née le 24 mars 1925 à Kansas City dans le Missouri et morte à Monterey en Californie le 2 mars 2015, est une scénariste, productrice et actrice de télévision américaine. Plus connue sous le pseudonyme de Jenna McMahon, elle est la co-créatrice des sitcoms It's a Living, Drôle de vie et Mama's Family, aux côtés du scénariste Dick Clair,. En tant que scénariste, elle est l'auteure de plusieurs épisodes et sketchs de la série télévisée The Carol Burnett Show, pour lesquels elle obtient à trois reprises un Primetime Emmy Awards.

## Biographie
Née à Kansas City dans le Missouri, elle déménage à New York où elle étudie sous la direction du professeur d'art dramatique Stella Adler. Sa carrière d'actrice recense des apparitions dans les séries télévisées Denis la petite peste en 1959, The Funny Side en 1971 et Love, American Style en 1972.
Par la suite, Jenna s'installe en Californie, à l'ouest d'Hollywood. Elle y ouvre un théâtre et y enseigne le métier d'acteur, jusqu'à sa rencontre avec le scénariste Dick Clair en 1961. Cette année marque le début d'une collaboration professionnelle fructueuse jusqu'à la fin des années 1980. Ils forment un duo comique très similaire à Nichols and May, une autre formation d'artistes dont le talent repose sur l'improvisation. Jenna McMahon et Dick Clair se produisent dans des night-clubs. Peu à peu, ils font des apparitions dans les émissions télévisées The Ed Sullivan Show, The Tonight Show et The Merv Griffin Show. De plus, ils deviennent des invités réguliers des programmes de variétés What's It All About, World? et The Funny Side. 
Les décennies 1970 et 1980 sont jalonnées de succès. Alliant leurs talents scénaristiques, les deux collaborateurs écrivent principalement pour les séries télévisées The Bob Newhart Show et The Mary Tyler Moore Show. Repérés par la productrice Carol Burnett, ils sont invités à travailler pour l'émission The Carol Burnett Show. Leurs travaux de rédaction de sketchs et de scénarios remportent à trois reprises un Primetime Emmy Awards. La création du personnage d'Eunice, fille de Mama (jouée par Vicki Lawrence) et épouse de Ed (joué par Harvey Korman) pour le sketch comique récurrent du segment The Family, est à l'origine du lancement de la série télévisée Mama's Family, qui, diffusée sur NBC, connaît un certain succès entre 1983 et 1990.  
En 1987, ils écrivent un épisode spécial mettant en scène Carol Burnett aux côtés de  Whoopi Goldberg, Carl Reiner et Robin Williams, qui remporte à cette occasion un Emmy awards pour sa performance. L'année suivante, Dick Clair décède à l'âge de 57 ans. La série télévisée Drôle de vie, débutée en 1979 et dont l'épisode The Girls School avait été écrit conjointement par Clair et McMahon, prend fin la même année.   
De son union avec l'acteur James Holden qui se conclut par un divorce, Jenna est mère d'une fille, Kerry Holden-Dixon. 
Jenna McMahon meurt le 2 mars 2015 d'une insuffisance cardiaque dans un hôpital de Monterey, âgée de 89 ans.

## Filmographie

### Scénariste
- 1969 : The Rehearsal (court-métrage)
- 1972 : The Bob Newhart Show (série télévisée) : épisode Mom, I L-L-Love You
- 1972 - 1973 : The Mary Tyler Moore Show (série télévisée) : épisodes Feeb, The Care and Feeding of Parents, My Brother's Keeper et Remembrance of Things Past
- 1973 : Midnight Ride of Paul Revere (TV)
- 1973 - 1978 : The Carol Burnett Show (série télévisée) : 120 épisodes
- 1974 : Maude (série télévisée) : épisode Walter's Dream
- 1978 : The Grass Is Always Greener Over the Septic Tank (TV)
- 1979 : Arnold et Willy (série télévisée) : épisode The Girls School
- 1979 : Carol Burnett & Company (série télévisée)
- 1979 - 1988 : Drôle de vie (série télévisée) : 201 épisodes
- 1980 : Flo (série télévisée) : épisode Homecoming
- 1980 - 1981 : Soap (série télévisée)
- 1980 - 1989 : It's a Living (série télévisée) : 120 épisodes
- 1983 - 1990 : Mama's Family (série télévisée) : 130 épisodes
- 1987 : Carol, Carl, Whoopi and Robin (TV)
- 1994 : De Sylvia Millecam Show (série télévisée) : script original
- 2001 : The Facts of Life Reunion (TV) : créatrice

### Productrice
- 1979 : A New Kind of Family (série télévisée) : coproductrice
- 1980 - 1981 : Soap (série télévisée) : 10 épisodes
- 1983 : Mama's Family : épisodes Vint and the Kids Move In, Cellmates et Positive Thinking
- 1987 : Carol, Carl, Whoopi and Robin (TV)
- 1992 : Julie (série télévisée) : épisodes Happy Face et A Delicate Balance

### Actrice
- 1959 : This Man Dawson (série télévisée), épisode  Intimidation
- 1959 : Denis la petite peste (série télévisée) : Mrs. Melton
- 1960 : La Quatrième Dimension (série télévisée) : Infirmière (épisode King Nine Will Not Return)
- 1966 : Hollywood Talent Scouts (série télévisée) : épisode du 4 avril 1966
- 1969 : What's It All About, World? (série télévisée)
- 1969 : The Rehearsal (court-métrage) : Janice
- 1971 : The Funny Side (série télévisée) : Femme riche (6 épisodes)
- 1972 : Love, American Style(série télévisée) : Nancy Ellis (segment Love and the Little Black Book)
- 1973 : The Bob Newhart Show (série télévisée) : Shirley Wolfson (épisode A Home Is Not Necessarily a House)
- 1978 : Welcome Back, Kotter (série télévisée) : Mrs. Zugler (épisode X-Rated Education)
- 1979 : A New Kind of Family (série télévisée) : Lynette Zimmerman (épisodes The Hero et I Do)
- 1979 : 240-Robert (série télévisée) : Mrs. Edmonds (épisode Double Trouble)

## Distinctions
- 1974 : Primetime Emmy Awards pour The Carol Burnett Show
- 1975 : Primetime Emmy Awards pour The Carol Burnett Show
- 1978 : Primetime Emmy Awards pour The Carol Burnett Show